# هانا پیل
هانا مری پیل (متولد ۲۷ اوت ۱۹۸۵) آهنگساز، تهیه‌کننده و پخش کننده برنده جوایز آیور نوولو ایرلند شمالی است. موسیقی انفرادی او در درجه اول الکترونیکی، مبتنی بر سینتی سایزر است و اغلب شامل موسیقی کلاسیک و طراحی صدا، با ارجاع به پیوندهای بین علم، طبیعت و موسیقی است.
هانا پیل از سال ۲۰۱۹ به‌طور منظم پخش کننده هفتگی در آهنگ‌های شبانه رادیو بی‌بی‌سی 3 بوده است.
پیل در ۲۷ اوت ۱۹۸۵ در کرایگاون، ایرلند شمالی به دنیا آمد هنگامی که او هشت ساله بود، خانواده اش به بارنزلی در یورکشایر جنوبی نقل مکان کردند. پدرش یک نوازنده آماتور فولک بود. او در ۱۸ سالگی در مؤسسه هنرهای نمایشی لیورپول ثبت نام کرد. در آنجا ویولن، ترومبون و پیانو آموخت.

## ترانه‌شناسی

### آلبوم‌ها

#### انفرادی
- ۲۰۱۱: موج شکسته[۹] (کاروان ایستا)
- ۲۰۱۶: بیدار اما همیشه در خواب (لذت خودم)
- 2017: Mary Casio: Journey to Cassiopeia (My Own Leasure)
- ۲۰۱۸: ذرات در فضا (لذت خودم)
- ۲۰۱۹: گچ هیل آبی (Rivertones)
- 2019: Game Of Thrones: The Last Watch (HBO)
- 2020: The Deceived (Silva Screen Records)
- ۲۰۲۱: موج صنوبر (لذت خودم)
- ۲۰۲۲: فاخته‌های میدویچ[۱۰] (Invada Records)

#### با شمال مغناطیسی
- ۲۰۱۲: اورکنی: سمفونی شمال مغناطیسی (سرگرمی تمام وقت)
- 2016: Prospect of Skelmersdale (سرگرمی تمام وقت)

#### باجان فاکس و ریاضیات
- ۲۰۱۳: راپسودی (رکوردهای متاماتیک)
- ۲۰۲۰: زوزه (رکوردهای متاماتیک)

#### بافیلیپ کوهن سولالو مایک لیندسی (توننگ)
- 2021: Outsider (Ya Basta! Records)

#### باارول آلکان
- 2016: The Soft Bounce (فانتزی)

### آلبوم‌های چند آهنگه انفرادی
| سال  | عنوان       | جزئیات                                                                                     |
| ---- | ----------- | ------------------------------------------------------------------------------------------ |
| ۲۰۱۰ | ریباکس      | - منتشر شده: ۸ فوریه ۲۰۱۰ - برچسب: کاروان ثابت - فرمت: سی دی، دیجیتال، وینیل               |
| ۲۰۱۳ | خانه ناخن   | - تاریخ انتشار: ۲۲ آوریل ۲۰۱۳ - برچسب: زیردریایی میچام - فرمت: دیجیتال، وینیل سفید ۷ اینچی |
| ۲۰۱۴ | Fabricstate | - تاریخ انتشار: ۲۴ فوریه ۲۰۱۴ - برچسب: لذت خودم - فرمت: دیجیتال، وینیل قرمز ۱۰ اینچی       |
| ۲۰۱۵ | ریباکس ۲    | - منتشر شده: ۲۰ ژوئیه ۲۰۱۵ - برچسب: لذت خودم - فرمت: دیجیتال، سی دی                        |